# Fundación para la Investigación Estratégica en Bolivia
La Fundación para la Investigación Estratégica en Bolivia, conocida de manera popular como PIEB, es una institución de carácter científico, cultural y social, creada en 1994 con el propósito de contribuir al desarrollo de Bolivia a través de la promoción de la investigación científica de temas relevantes y estratégicos en el campo de las ciencias sociales, humanas, ambientales y tecnológicas, de la formación de profesionales en investigación y de la difusión de estudios a través de diferentes medios, entre ellos un periódico digital (PD-PIEB), y una editorial especializada en investigación.

## Historia
A principios de 1990, el Ministerio de Asuntos Exteriores de los Países Bajos desarrolló una política, dentro de su enfoque de cooperación Norte-Sur, para profundizar en la pertinencia de la investigación para el desarrollo. El resultado fue la creación de los Programas Amplios y Estratégicos de Investigación Plurianual Mutidisciplinaria (PAEIPM) implementados en diez países del mundo, entre ellos Bolivia.
En 1993 se dieron los primeros pasos para el nacimiento del PIEB, con la constitución de una Dirección, a cargo del sociólogo e investigador Godofredo Sandoval, y la conformación de un Comité Directivo integrado por un grupo de prestigiosos intelectuales: Fernando Calderón, Silvia Escóbar de Pabón, Silvia Rivera Cusicanqui, Xavier Albó, Manuel E. Contreras, Sonia Montaño y Carlos Toranzo Roca. A lo largo de los años, se sumaron otros investigadores con una importante trayectoria como Susana Seleme, Fernando Prado, Rossana Barragán, Claudia Ranaboldo, Gilberto Pauwels y Fernando Mayorga, cada uno procedente de diferentes regiones del país. 
La Fundación PIEB trabajó desde 1994 hasta 2014 con el apoyo financiero de la cooperación holandesa. Fue elegido, entre los diez PAEIPM, como uno de los más exitosos, tanto por su trabajo en la promoción de investigaciones relevantes para Bolivia como porque estas dieron pautas a la cooperación internacional sobre los temas más importantes para definir políticas en el país. Existe coincidencia al interior y exterior de la institución, que gran parte de los importantes logros del PIEB se deben al liderazgo, adecuada gestión del conocimiento y profundo compromiso con el desarrollo de Bolivia de Godofredo Sandoval, fundador de la institución y quien permaneció a cargo de la misma desde su inicio. 
En sus más de 25 años de trayectoria, la Fundación PIEB ha recibido reconocimientos de instituciones estatales, universidades públicas y de la sociedad civil. El más reciente galardón fue otorgado por el Concejo Municipal de La Paz con el premio “Emilio Villanueva Peñaranda”Emilio Villanueva Peñaranda por su contribución a la promoción y difusión de la investigación científica. El año 2014 recibió la distinción “Pedro Domingo Murillo” del Gobierno Autónomo Municipal de La Paz y la “Tea de la libertad”; el mismo año el Gobierno Autónomo Municipal de Tarija y la Casa de la Cultura de Tarija reconocieron su labor. En 2004 el Ministerio de Educación le entregó la medalla al mérito en grado de “Comendador”. Y en diferentes oportunidades las redes de investigadores y las universidades públicas también le han entregado sendas distinciones.   

## Investigación estratégica
La Fundación PIEB promovió la realización de investigaciones a través de convocatorias nacionales y regionales (estas, con el objetivo de fortalecer las capacidades de investigación en los departamentos fuera del eje central de Bolivia) sobre temas estratégicos para el país, sus instituciones y actores. Estos concursos alentaron la conformación de equipos de investigadores de diferentes disciplinas, con la finalidad de cualificar los resultados y su impacto en la sociedad.
Cada convocatoria PIEB estuvo antecedida por una etapa de identificación de un tema, la elaboración del estado de investigación sobre el mismo, la conformación de una plataforma de instituciones vinculadas al tema de la convocatoria, la elaboración de una propuesta de agenda de prioridades de investigación y su validación. En este proceso participaron actores de la academia como de ámbitos del Estado (local, regional o nacional) y de la sociedad civil. Las investigaciones promovidas por el PIEB se caracterizan por concluir con propuestas de políticas públicas, proyectos de prefactibilidad o proyectos de inversión, dependiendo de los objetivos de las convocatorias. Este modelo de gestión de la información y el conocimiento fue sistematizado y recoge la memoria del trabajo de la institución.
| Actividad | Resultados                           |
| --- | ------------------------------------ |
| Convocatorias de investigación | 54 (25 nacionales, 29 regionales)    |
| Proyectos de investigación que concursaron en las convocatorias                                                                             | 1.594                                |
| Investigadores participantes en esos proyectos sobre temas sociales, ambientales, de recursos naturales y en el área productiva tecnológica | 4.909 (2.937 mujeres, 1.972 varones) |
| Investigaciones seleccionadas para su ejecución                                                                                             | 331                                  |
| Investigaciones publicadas | 235                                  |

## Fortalecimiento de capacidades

### Formación
Articulada a la ejecución de las investigaciones en convocatorias, la Fundación PIEB implementó la línea de formación, que en una de sus dimensiones, dirigida sobre todo a jóvenes investigadores, buscó actualizar los conocimientos en investigación y destrezas bajo el enfoque de “investigar formando, formar investigando”. El segundo logro es la democratización de las condiciones y oportunidades de investigar y haber logrado una comunidad de conocimiento que influye en la forma de conocer el país.

### Redes de investigadores
Como un aporte a la sostenibilidad de la investigación, la Fundación PIEB apoyó la formación y consolidación de redes de investigadores temáticas, regionales y nacionales, a través del financiamiento, asesoramiento y transferencia de la experiencia acumulada en investigación, formación y difusión. Estos colectivos, integrados sobre todo por jóvenes investigadores, se constituyeron en puntos de referencia de la actividad investigativa en distintas regiones. En Santa Cruz, trabaja el colectivo Jatupeando; en Tarija, Chuquisaca y Potosí, InvestigaSur; en Oruro, el Centro de Investigaciones y Políticas Sociales (CIPS); y en La Paz, la Asociación de Antropólogos (Red ADA).

### Actividades con universidades
En la estrategia de fortalecimiento de capacidades a favor de la sostenibilidad de la investigación, las universidades del sistema público tienen un lugar especial y prioritario en el accionar de la Fundación PIEB. El PIEB trabajó con diferentes instancias de las 12 universidades del sistema público: en talleres de formulación de proyectos de investigación; en la transferencia del modelo PIEB para gestionar investigaciones tecnológicas y sociales articuladas a las demandas de la sociedad e instituciones regionales; y en actividad de difusión. También en la promoción de convocatorias dentro de universidades para equipos de investigación integrados por docentes, tesistas de pre y post grado y estudiantes de últimos cursos. 

### Fortalecimiento de centros de documentación
La Fundación PIEB desarrolló actividades para fortalecer las bibliotecas y sus recursos humanos. En casi dos décadas, aportó a la conformación de cinco redes de centros de información y una asociación de bibliotecarios, integradas por 142 instituciones. Asimismo, se enriquecieron los fondos editoriales de bibliotecas de toda Bolivia, y documentalistas del país, principalmente vinculados a las universidades del sistema público, y se beneficiaron con cursos, talleres, congresos, etc. organizados en diferentes regiones.

## Difusión, incidencia y uso de resultados de investigaciones
Con el objetivo de aproximar el conocimiento científico a una población amplia, más allá de los especialistas, y crear condiciones para que los resultados de las investigaciones incidan en diferentes ámbitos, el PIEB ha desarrollado una tecnología que incluye medios, productos y actividades, especializados en la difusión de la investigación. Entre estas, la elaboración de estrategias de difusión específicas para cada proyecto, que fueron ejecutadas por los mismos investigadores; mesas de trabajo con públicos específicos (autoridades, técnicos, profesionales) para la transferencia de resultados de investigación; organización de eventos públicos de alcance nacional y regional para difundir resultados de investigaciones; y una permanente coordinación con comunicadores y medios de todo el país (radio, televisión, periódicos, medios digitales, agencias de noticias), que permitió poner en agenda pública los temas de investigación.
La ejecución de estas actividades tuvo un impacto importante en la democratización del acceso a la información y benefició, sobre todo, a las poblaciones involucradas en las investigaciones (indígenas, campesinos, productores, vecinos, mujeres, jóvenes, organizaciones sociales…), a alcaldías, gobernaciones y ministerios, instituciones de desarrollo y población en general.

### Línea editorial especializada
En 25 años, el PIEB ha consolidado una amplia línea editorial especializada, integrada por más de 300 investigaciones publicadas en diferentes colecciones y sobre distintos temas. A esta producción se suma la Revista de Ciencias Sociales y Humanas de Bolivia T’inkazos que nació en 1998 como un espacio de difusión continua de la producción científica de Bolivia en Ciencias Sociales y Humanas, así como un medio de reflexión, análisis y debate intelectual sobre temas de la realidad nacional. En sus 40 números y tres ediciones antológicas ha publicado artículos con autonomía académica y pluralismo ideológico. T’inkazos forma parte de la colección SciELO, y su producción fue cesada en el año 2016. 
Los libros del fondo editorial PIEB han sido liberados para su descarga en versión PDF desde la web. 

## Proyectos estratégicos de la Fundación PIEB

### Universidad PIEB
La Universidad de Postgrado para la Investigación Estratégica en Bolivia (U-PIEB) nació en 2002 con el objetivo de formar profesionales en investigación para el desarrollo integral del país, con excelencia académica, visión estratégica y sensibilidad social. Tomando la experiencia de la línea de investigación de la Fundación PIEB, ejecutó programas de formación siguiendo el principio “formar investigando”, como respuesta a los desafíos reales de investigación con aportes al conocimiento relacionados con las políticas públicas sociales, económicas, políticas, ambientales, tecnológicas y de innovación.
La U-PIEB formó profesionales investigadores y especialistas sectoriales calificados mediante programas de Actualización, Diplomados, Especialización y Maestría en ciencias sociales, económicas, humanas y ambientales. En su trabajo innovador, implementó un Laboratorio Metodológico a través del cual promovió la producción de instrumentos metodológicos para guiar a los investigadores en el desarrollo de sus estudios y ayudarles a resolver cuestiones específicas de su trabajo de investigación en los que colaboraron, entre otros, investigadores como Rossana Barragán, Mario Yapu, Denise Y. Arnold, Alison Spedding.  
La U-PIEB concluyó su trabajo el año 2018.

### Premio Nacional en Ciencias Sociales y Humanas
El Premio Nacional en Ciencias Sociales y Humanas es un galardón creado por Fundación PIEB en el año 2006 para reconocer "una labor casi silenciosa, pero trascendental como es la de las personas, individuales o colectivas, que producen conocimiento a favor del desarrollo de Bolivia". Hasta el año 2014 se realizaron cuatro versiones de este Premio. Cada edición del premio tuvo el respaldo de entidades estatales y privadas, así como de instituciones académicas y de la cooperación internacional.
La categoría “trayectoria intelectual” del Premio fue entregada a las personas con un camino recorrido, y muchas veces abierto por ellas, dentro del pensamiento social boliviano. El año 2006, en la primera versión fue galardonado Luis “Cachín” Antezana, a él le siguieron la antropóloga Verónica Cereceda en 2008, la historiadora y arquitecta Teresa Gisbert Carbonell en el año 2011 y la socióloga Silvia Rivera Cusicanqui en 2014.
En la categoría “contribución institucional” se reconoce el esfuerzo colectivo para construir y consolidar una propuesta de interpretación de la realidad boliviana. En la primera versión, el reconocimiento fue para el Taller de Historia Oral Andina (THOA), en la segunda oportunidad el premio cayó en el Centro para el Desarrollo Laboral y Agrario (CEDLA), el año 2011 fue para el Centro para la Investigación y Promoción del Campesinado (CIPCA) y en 2014 el premio fue para el Postgrado en Ciencias del Desarrollo (CIDES-UMSA).